# East Blatchington
East Blatchington – wieś w Anglii, w hrabstwie East Sussex, w dystrykcie Lewes. Leży 83 km na południe od Londynu.